# Carlos Nozal Vega
Carlos Nozal Vega (* 15. Mai 1981 in Barakaldo) ist ein spanischer Radrennfahrer.
Carlos Nozal konnte 2003 eine Etappe bei der Vuelta a Palencia gewinnen. 2005 wurde er Profi bei dem portugiesischen Radsportteam L.A. Aluminios-Liberty Seguros. Bei der Portugal-Rundfahrt 2006 gewann er die vierte Etappe von Viseu nach São João da Madeira. In der Saison 2007 war er auf einem Teilstück der Volta ao Sotavento Algarvio erfolgreich. 
Carlos Nozal ist der jüngere Bruder von Isidro Nozal, der unter anderem bei der Vuelta a España 2003 16 Tage das Goldene Trikot trug und den zweiten Platz in der Gesamtwertung belegte.

## Erfolge
2006
- eine Etappe Portugal-Rundfahrt

## Teams
- 2005–2009 Liberty Seguros Continental